# Апостолски симбол вјере
Апостолски симбол вере (лат.: Symbolum Apostolorum или Symbolum Apostolicum), или Апостолско исповедање вере, односно Апостолски кредо, симбол хришћанске вере, претежно коришћен на Западу.
Највероватније потиче из Галије у V веку, где се развио из Староримског симбола, старог латинског креда из IV века. У литургијску употребу латинског обреда је ушао у VIII веку и потом се проширио у многе гране западног Хришћанства, укључујући римокатоличку цркву, лутеранске, англиканске, презвитеријанске, конгрегационе и методистичке цркве, као и Цркву моравске браће.
Краћи је од Никејско-Цариградског креда који је усвојен 381, али утврђује веру у свето Тројство. Не осврће на неке христолошке дилеме које су дефинисане Никејским кредом – не описује божанство ни Христа ни Светога духа. Због овога, у средњовековној цркви је сматран старијим од Никејског креда.
Име Апостолски кредо се први пут јавља у писму са Миланског синода 390. године, у ком се изражава веровање да је сваки од дванаесторице апостола допринео делу овог креда.

## Изворни текст
у неким преводима 'сишао над пределе смрти'
** протестантске цркве најчешће придев 'католичку' преводе као 'саборну' или 'свеопшту'

## Употреба у Западном хришћанству
Апостолски кредо се користи у директном и интерогативном облику у многим западнохришћанским црквама, посебно у ритуалима везаним за крштење и Евхаристију. 
У Католичкој цркви је постао алтернативни кредо од издања Мисала из 2002. године у којем се препоручује: „Уместо Никејско-Цариградског креда, посебно током Поста и у Ускрсно доба, крсни Симбол Римске цркве, познат као Апостолски кредо, се може користити.“ Претходно је Римски мисал давао само Никејско-Цариградски кредо као део Свете мисе, осим у Дечјим мисама.